# Медвежий кускус
Медвежий ку́скус (лат. Ailurops ursinus) — представитель рода Ailurops семейства Кускусовые (Phalangeridae). Эндемик Сулавеси и близлежащих островов в Индонезии. Его естественная среда обитания — субтропический или тропический сухой лес от уровня моря до более чем 600 метров над уровнем моря.
Длина тела составляет около 56 см, длина хвоста около 54 см, вес до 7 кг[страница не указана 368 дней]. Морда короткая, уши маленькие пушистые. Мех, состоящий из мягкого подшёрстка и жилистых остевых волос, может быть чёрного, серого или коричневого цвета, более светлый на брюхе и конечностях. Окраска изменяется с возрастом животного. Хвост цепкий и без волос, он используется вместе с передними ногами, оснащёнными двумя противопоставленными пальцами, и задними ногами для передвижения по деревьям.
Как правило, живут в парах или в группах из трёх или четырёх особей. Ведут древесный образ жизни, медленно передвигаясь от дерева к дереву при помощи цепкого хвоста и сильного захвата передних ног. Большую часть дня отдыхают или спят, затрачивая небольшое время на поиски питания и чистку меха.
Рацион питания почти полностью состоит из листьев, а также, в немалой степени, из незрелых плодов, цветов и бутонов.
Самка рождает 1—2 детёнышей один или два раза в год. Они проводят первые восемь месяцев жизни внутри сумки матери, но продолжают оставаться с матерью на некоторое время. Возраст наступления половой зрелости неизвестен.